# Курама (Карагандинская область)
Курама́ (каз. Құрама) — село в Бухар-Жырауском районе Карагандинской области Казахстана, входит в состав Акбелского сельского округа. Код КАТО — 354073300.

## География
Населённый пункт расположен на северо-востоке района, близ реки Откельсиз, в 9,6 километрах (по автодороге) к востоку от административного центра сельского округа села Акбел, в 39 километрах к северо-востоку от районного центра посёлка Ботакара и в 100 километрах к северо-востоку от областного центра города Караганда. Соседние населённые пункты: Акбел в 8 километрах к северо-западу, Ульга в 15 километрах к северо-востоку. Транспортное сообщение осуществляется по автомобильной дорогой областного значения КМ-12 «Акбел—Умуткер км 0-36,3». Абсолютная высота центра населённого пункта — 547 метров над уровнем моря.

## Население
| Численность населения | Численность населения | Численность населения | Численность населения |
| 1989                  | 1999                  | 2009                  | 2021                  |
| --------------------- | --------------------- | --------------------- | --------------------- |
| 369                   | ↘316                  | ↘177                  | ↘150                  |